# Carl Lindberg (sångarevangelist)
Carl Henning Gustaf Valdemar Lindberg, född 28 augusti 1913 i Norra Ljunga församling i Jönköpings län, död 23 december 1961 i Nässjö församling i Jönköpings län, var en svensk sångarevangelist. Han var far till Siwert Lindberg, bror till Målle Lindberg, farbror till Nenne Lindberg och morbror till Ted Sandstedt.
Sångarevangelisten Carl Lindberg, även kallad Calle Lindberg, spelade in sånger som Sista resan, Walter Erixons Vi förstå hans vägar bättre ovan skyn, Theofil Engströms Du fallna stjärna, Allan Törnbergs Jesusnamnet, Carl Lundgrens Hav tack, o Jesus och Philip Philips Har du ditt hus uppå klippan byggt?.
Han var från 1941 gift med karamellförsäljaren Anna-Lisa Lindberg (1918–2000).

## Diskografi i urval
- 1940 – Vi förstå hans vägar bättre ovan skyn/Du fallna stjärna (Cupol)[2]
- 1941 – Jag är barn till en kung (Sonata)[3]
- 1948 – Hav tack, o Jesus/Har du ditt hus uppå klippan byggt? (Cupol)[4]
- 1948 – Jesusnamnet/Sista resan (Cupol)[5]